# Hennie Aucamp
Hennie Aucamp (20 janvier 1934 – 20 mars 2014) était un poète sud-africain, écrivain et universitaire.

## Biographie
Il a grandi dans une ferme des Stormberg highlands et a fait sa scolarité à Jamestown, au Cap-Oriental, avant de poursuivre ses études supérieures à l’Université de Stellenbosch. Il est décédé au Cap à l’âge de 80 ans des suites d'un accident vasculaire cérébral.

## Œuvres

### Nouvelles
- Een somermiddag  (1963)
- Die hartseerwals: verhale en sketse (1965)
- Spitsuur (1967)
- ’n Bruidsbed vir Tant Nonnie (1970)
- Hongerblom: vyf elegieë (1972)
- Wolwedans: ’n sort revue (1973)
- Dooierus (1976)
- Enkelvlug (1978)
- Volmink (1981)
- Vir vier stemme (1981)
- Wat bly oor van soene? (1986)
- Dalk gaan niks verlore nie en ander tekste (1992)
- Gewis is alles net ’n grap en ander stories (1994)
- Ook skaduwees laat spore (2000)
- 'n Vreemdeling op deurtog (2007)
- Die huis van die digter (2009)

### Poesie
- Die lewe is ’n grenshotel: ryme vir pop en kabaret (1977)
- Die blou uur: 50 cocktail-kwatryne (1984)
- Rampe in die ruigte: fabels vir almal (1996)
- Koerier: 69 opdrag- en ander kwatryne (1999)
- Lyflied: ’n keur uit sy liedtekste (1999)
- Hittegolf: wulpse sonnette met ’n nawoord (2002)
- Dryfhout: 40 verse (2005)
- Vlamsalmander (2008)
- Skulp: kwatryne (2014)

### Textes decabaret
- Papawerwyn en ander verbeeldings vir die verhoog (1980)
- Met permissie gesê: ’n kabaret (1980)
- Slegs vir almal: ’n kabaret oor selfsug (1986)
- By Felix en Madame en ander eenbedrywe (1987)
- Teen latenstyd: verdere lirieke 1980-1986 (1987)
- Sjampanje vir ontbyt: drie verwante eenbedrywe (1988)
- Punt in die wind: ’n komedie met drie bedrywe en ’n nadraai (1989)
- Brommer in die boord (1990)
- Dubbeldop: kabarettekste en –opstelle (1994)

### Critiques
- Kort voor lank: opstelle oor kortprosatekste (1978)
- Woorde wat wond: geleentheidstukke oor randkultuur (1984)
- Die blote storie: ’n werkboek vir kortverhaalskrywers (1986)
- Dagblad (1987)
- Die blote storie 2: ’n werkboek vir kortverhaalskrywers (1994)
- Windperd: opstelle oor kreatiewe skryf (1992)
- Beeltenis verbode: bespiegelinge oor egodokumente en biografieë (1998)

### Carnets de voyage
- Karnaatjie: reissketse en essays (1968)
- In lande ver vandaan: China – Tibet – Nepal: ’n toerjoernaal (2001)

### Compilations
- ’n Baksel in die more: boerestories uit die Stormberge (1973)
- Hoorspelkeur; radiodramas deur Hennie Aucamp et al. (1983)
- Van hoogmoed tot traagheid, of, Die sewe doodsondes (1996)

### Traductions
- House visits: a collection of short stories; translated by Ian Ferguson (2005)
- Brecht sing Afrikaans (1983) (with Arnold Blumer & ander)

## Récompenses et Prix
- 1970 – Tafelbergprys
- 1974 – W.A. Hofmeyrprys
- 1980 – ATKV-prys vir Drama
- 1996 – Media24 Books Literary Awards/Recht Malan Prize
- 1982 – Prix Hertzog
- 1987 – Fleur du Cap Theatre Awards
- 2004 – ATKV-Prestigetoekenning
- 2004 – Fleur du Cap-teaterprys vir lewenswerk en bydrae tot teater
- 2004 – Afrikaans Onbeperk Kanna vir Lewensbydrae
- 2004 – LitNet se Mont du Toit Kelder-wyngedigtekompetisie
- 2006 – Gustav Preller-prys vir Literatuurwetenskap